# Xavier Pompidou

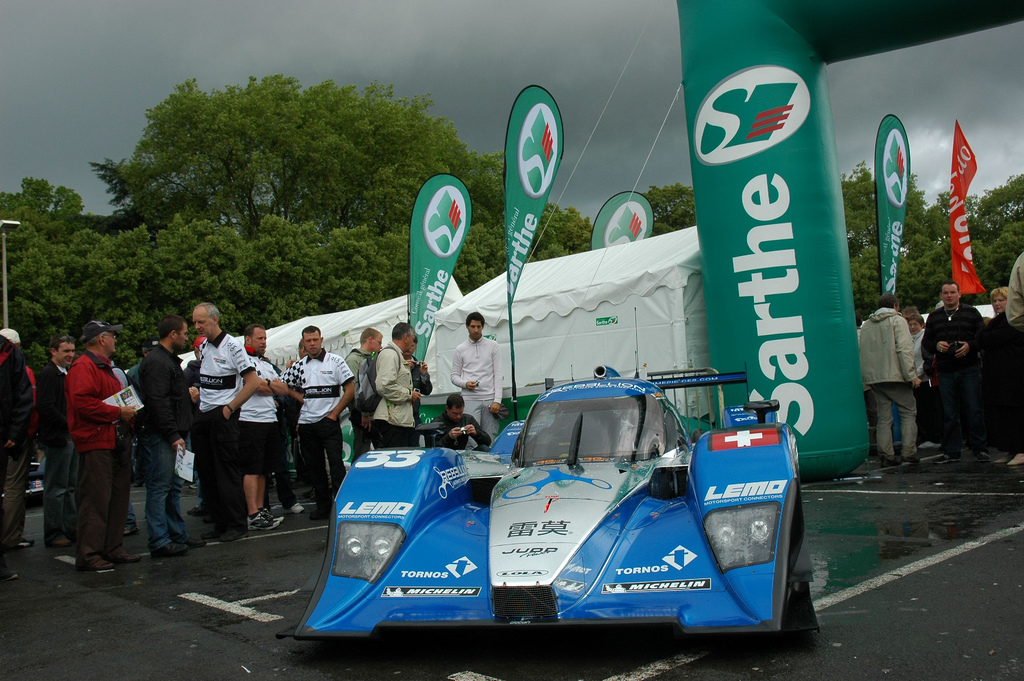
Der Speedy Racing Team-Lola-B08/80 von Xavier Pompidou vor dem 24-Stunden-Rennen von Le Mans 2009

Xavier Pompidou (* 27. Juni 1972 in Meulan-en-Yvelines) ist ein ehemaliger französischer Automobilrennfahrer.

## Karriere
Wie viele Rennfahrer auch, begann Pompidou seine Motorsportkarriere im Kartsport. Im Alter von 18 Jahren wurde er 1990 Gesamtzweiter in der Formel-A-Weltmeisterschaft. 1992 stieg er in den Formelsport ein und startete in der Formel Renault. Über die französische Meisterschaft kam er in den gesamteuropäischen Bewerb, wo er 1994 mit 111 Punkten Gesamtvierter wurde.
Es folgte als weiterer Karriereschritt die französische Formel-3-Meisterschaft. In 21 Rennen – verteilt über zwei Jahre – erreichte er jedoch nur eine Pole-Position und eine Podiumsplatzierung. Neben mangelndem sportlichem Erfolg fehlte es ihm auch an Sponsorgeldern, um seine Monopostokarriere fortsetzen zu können. Pompidou wechselte in den Sportwagen- und GT-Sport. Zu Beginn musste er auch dort mit Engagements bei kleinen Privatteams vorliebnehmen, konnte sich aber rasch einen Namen als schneller Pilot machen und bekam bald bessere Cockpits angeboten.
1998 gab er für Kremer Racing sein Debüt beim 24-Stunden-Rennen von Le Mans. Der in diesem Jahr erzielte zwölfte Gesamtrang blieb neben derselben Platzierung 24-Stunden-Rennen von Le Mans 2008 das beste Gesamtergebnis bei diesem Langstreckenrennen. 2001 siegte er in der GT-Wertung des 1000-km-Rennen von Estoril und ein Jahr später, auch in der GT-Klasse, beim 1000-km-Rennen von Suzuka.
Seine größten Erfolge erzielte er in der Le Mans Series, wo er 2005 gemeinsam mit Marc Lieb die Gesamtwertung der GT2-Klasse gewann. 2007 wurde er Vizemeister in dieser Klasse. 2009 erreichte er eine weitere Vizemeisterschaft, diesmal allerdings in der LMP2-Klasse.
Seit 2010 bestreitet er Rennen in der V de V Challenge Endurance Moderne – der französischen GT-Meisterschaft.

## Privat
Xavier Pompidou ist verheiratet, hat zwei Kinder und lebt in Südfrankreich.

## Statistik

### Le-Mans-Ergebnisse
| Jahr | Team                  | Fahrzeug            | Teamkollege          | Teamkollege          | Platzierung | Ausfallgrund |
| ---- | --------------------- | ------------------- | -------------------- | -------------------- | ----------- | ------------ |
| 1998 | Kremer Racing         | Kremer K8 Spyder    | Riccardo Agusta      | Almo Coppelli        | Rang 12     |              |
| 2000 | Gérard Welter         | WR LMP              | Stéphane Daoudi      | Jean-Bernard Bouvet  | Ausfall     | Motorschaden |
| 2001 | Team Ascari           | Ascari A410         | Klaas Zwart          | Scott Maxwell        | Ausfall     | Unfall       |
| 2005 | T2M Motorsports       | Porsche 911 GT3 RS  | Yutaka Yamagishi     | Jean-Luc Blanchemain | Ausfall     | Unfall       |
| 2006 | Sebah Automotive Ltd. | Porsche 911 GT3 RSR | Christian Ried       | Thorkild Thyrring    | Ausfall     | Achslager    |
| 2008 | Speedy Racing Team    | Lola B08/80         | Steve Zacchia        | Andrea Belicchi      | Ausfall     | Unfall       |
| 2009 | Speedy Racing Team    | Lola B08/80         | Benjamin Leuenberger | Jonny Kane           | Rang 12     |              |